# Nikołaj Nikołaew
Nikołaj Nikołaew (bułg. Николай Петров Николаев, ur. 28 stycznia 1887 w Szumenie, zm. 21 lipca 1961 w Sztokholmie) – bułgarski wojskowy, prawnik i polityk, deputowany do Zgromadzenia Narodowego 25. kadencji, minister edukacji w latach 1936–1938, minister spraw wewnętrznych Bułgarii w roku 1938.

## Życiorys
W 1906 ukończył szkołę wojskową w Sofii, w stopniu podporucznika., a następnie odbył studia prawnicze w jednej ze szkół wojskowych w Rosji. Brał udział w wojnach bałkańskich jako dowódca szwadronu w 10 pułku kawalerii. W 1913 uzyskał awans na stopień kapitana. W czasie I wojny światowej służył jako sędzia wojskowy 1 Dywizji Kawalerii, gdzie przewodniczył obradom sądu wojskowego. W 1920 przeszedł do rezerwy w stopniu podpułkownika. W 1924 ukończył studia z zakresu ekonomii i nauk politycznych na Uniwersytecie Paryskim. Po powrocie do kraju związał się z Porozumieniem Demokratycznym i rozpoczął pracę w ministerstwie spraw zagranicznych. Był redaktorem naczelnym czasopisma La Bulgarie. W latach 1925–1935 wykładał prawo w Akademii Wojskowej w Sofii.
W 1935 awansował na stanowisko sekretarza generalnego w ministerstwie spraw zagranicznych. W 1936 przewodniczył delegacji bułgarskiej na konferencji w Montreux. W 1936 objął stanowisko ministra oświaty, a w 1938 ministra spraw wewnętrznych w gabinecie Georgi Kjoseiwanowa. W czasie II wojny światowej był ambasadorem Bułgarii w Szwecji. Po przejęciu władzy przez komunistów we wrześniu 1944 zdecydował się pozostać w Szwecji. Był wykładowcą prawa na uniwersytecie w Uppsali.
Był żonaty (żona Anna Marija), miał dwoje dzieci (Radę i Kamena). W 1994 ukazało się pośmiertne wydanie pamiętników Nikołaewa (Fragmenti ot memoari).